# Marjorie Biondo
Marjorie Biondo (Roma, 20 gennaio 1972) è una cantautrice italiana. Classificatasi nona nella categoria giovani al Festival di Sanremo 2000, nella sua carriera ha lavorato principalmente come doppiatrice per ruoli cantati o comunque di incidere musica per colonne sonore, avendo modo di partecipare anche a pellicole di successo come La bella e la bestia, Nightmare Before Christmas, Ribelle - The Brave e Harry Potter e il calice di fuoco. In alcuni casi ha doppiato dei personaggi anche in ruoli non cantati.

## Biografia
Nipote del mezzosoprano scozzese Marjorie Forbes Caddel, di cui porta il nome. A venti anni collabora con il compositore Raffaele Clemente e con l'uso di un accordatore elettronico modula la propria voce simulando il suono di un flauto. Dal 1991 è doppiatrice e direttrice di doppiaggio cantato di cartoni animati di successo. Parallelamente Marjorie ha sempre avuto una forte predisposizione alla ricerca sul potere del suono a cui ha dedicato 25 anni di studio e che adesso sta insegnando come formatrice. È sorella di Susanna Biondo, moglie di Rosario Fiorello

### Carriera discografica
Il suo primo singolo, Quello che tu hai, è stato pubblicato nel novembre 1999. Partecipa al Festival di Sanremo 2000 nella sezione "Giovani", classificandosi nona, e subito dopo esce il suo album di esordio omonimo. Il primo singolo, Quello che tu hai, pubblicato nel novembre del 1999 passa piuttosto inosservato, mentre quello successivo, Le margherite, ottiene un discreto successo di pubblico. L'album, che include una collaborazione con Max Gazzè, è destinato a rimanere l'unico dell'artista fino al 2008. In tale anno l'artista pubblica infatti il suo secondo lavoro Boundless Ocean, per il quale viene accreditata con il nuovo nome d'arte "Maitri". Ha iniziato una collaborazione con il gruppo Ballads Cafè al fianco di Francesco Di Bella partecipando, nel novembre 2013, al disco Francesco Di Bella & Ballads Cafè. 
Nel 2023 ha creato insieme a Daniele Sinigallia - Dansin Sound, produttore, Sound e Mastering Engineer e suo compagno di vita, il progetto MantraMode.

### Doppiaggio
Fin dai primi anni '90, Marjorie è stata attiva come doppiatrice di film d'animazione e non solo. È stata la voce cantante di Sally in Nightmare Before Christmas, di Belle in La bella e la bestia e negli altri film in cui è apparso il personaggio, di Odette in L'incantesimo del lago, di una sirena in Harry Potter e il calice di fuoco. A partire dal 1994 ha avuto modo di doppiare alcuni personaggi anche in parti non cantante: è stata ad esempio la voce della protagonista in Thumbelina - Pollicina.

## Discografia

### Album
- 2000 - Marjorie Biondo
- 2011 - Boundless Ocean
- 2023 - Bloomin'

### Singoli
- 1999 - Quello che tu hai
- 2000 - Le margherite
- 2000 - Dietro la porta

## Colonne sonore/Doppiaggio cantato
- La bella e la bestia (1991) - voce cantata di Belle
- Nightmare Before Christmas (1993) - voce cantata di Sally
- Thumbelina - Pollicina (1994) - voce di Pollicina
- L'incantesimo del lago (1994) - Voce cantata di Odette
- Hubie all'inseguimento della pietra verde (1995) - voce di Marina
- La bella e la bestia: Un magico Natale (1997) - voce cantata di Belle
- L'incantesimo del lago 2 - Il segreto del castello (1997) - voce cantata di Odette
- Il mondo incantato di Belle (1998) - voce cantata di Belle
- L'incantesimo del lago 3 - Lo scrigno magico (1998) - voce cantata di Odette
- La spada magica - Alla ricerca di Camelot (1998) - voce cantata di Lady Juliana
- Il bianco Natale di Topolino - È festa in casa Disney (2001) - voce cantata di Belle
- La principessa sul pisello (2002) - voce cantata di Daria
- It's a very merry Muppet Christmas - Il super Buon Natale dei Muppet (2002) - direzione musicale
- Mulan II (2004) - voce cantata di Principessa Su
- Shrek 2 (2004) - direzione musicale
- Il fantasma dell'Opera (2004) - cori
- Garfield - Il film (2004) - direzione musicale
- Harry Potter e il calice di fuoco (2005) - Canto della sirena nell'enigma dell'uovo
- La sposa cadavere (2005) - Voce della vedova nera
- Robots (2005) - direzione musicale
- Cappuccetto Rosso e gli insoliti sospetti (2006) - direzione musicale e canto del jingle Schnitzel
- Garfield 2 (2006) - direzione musicale
- Shrek terzo (2007) - direzione musicale
- Barbie principessa dell'isola perduta (2007) - voce cantata di Tika
- Barbie e il canto di Natale (2008) - voce cantata dello Spirito del Natale Futuro
- Shrek e vissero felici e contenti (2010) - direzione musicale
- Shrek - Donkey Caroling Christmas (2010)
- Shrekkato da morire (2010) direzione musicale
- Ribelle - The Brave (2012)[1] - cori
- Curioso come George 3 - Ritorno nella Giungla (2015) - direzione musicale
- Bazoops (2017) - direzione musicale
- Kipo e l'era delle creature straordinarie  (2020) - direzione musicale
- La casa delle bambole di Gabby (2020 - 2025) - direzione musicale